# Lycodes jenseni
Lycodes jenseni är en fiskart som beskrevs av Taranetz och Andriashev, 1935. Lycodes jenseni ingår i släktet Lycodes och familjen tånglakefiskar. Inga underarter finns listade i Catalogue of Life.